# Zagora
U užem smislu, Zagora je povijesnozemljopisna regija u šibenskom i splitskom zaobalju u Dalmaciji u Hrvatskoj omeđena padinama Trtra, Velikog Jelinka, Kozjaka, Mosora, područjem Poljica, rijekom Cetinom i Cetinskom krajinom, Svilajom i Mosećem, Petrovim poljem i kanjonom Čikole. 
U širem smislu, nazivi Zagora ili Dalmatinska zagora u novije se vrijeme upotrebljavaju i za kopneni dio srednje i ponešto sjeverne Dalmacije, u današnjim županijama Splitsko-dalmatinskoj i Šibensko-kninskoj, od sjevernodalmatinske zaravni i porječja rijeke Krke na sjeverozapadu do Vrgorskog polja i prijelaza prema ušću Neretve na jugoistoku od mora odvojenim lancem planina od Trtra preko Mosora i Biokova do Rilića. Radi se o povijesno oduvijek odvojenim sredinama, krajinama ili krajevima: Kninskoj krajini, Drniškoj krajini, Zagori, Mućkom kraju, Vrličkoj krajini, Cetinskoj krajini, Kliškoj krajini, Poljicima, Omiškoj krajini, Imotskoj krajini i Vrgorskoj krajini. Krajine su međusobno povezane uzdužnom cestom Knin – Sinj – Imotski – Vrgorac, izgrađenom 1807. godine. 
Tijekom 20. stoljeća u geografskim izvorima i u javnom govoru širi pojam Dalmatinske zagore preuzima uže, povijesno značenje, čemu su uzrok prirodno-zemljopisna i razvojna ujednačenost prostora kao i slični negativni socioekonomski trendovi. Poimanje povijesne Zagore svodi se na lokalni identitet i tradiciju.

## Zemljopis
Dalmatinskom zagorom smatra se kontinentalni dio Dalmacije. To je oko 150 km dug pojas odvojen od primorja planinskim nizom Kozjaka (780 m), Mosora (1339 m), Omiške Dinare (864 m), Biokova (1762 m) i Rilića (1160 m). Čine je područja u okolici Knina, Drniša, Sinja, Vrlike, Imotskog i Vrgorca. Pripada prostoru izrazitog krša. Uglavnom se sastoji od razmjerno niskih uzvisina, malenih udolina i polja između njih, koji se pružaju u smjeru istok – zapad. Brda su gola ili prekrivena šikarom i niskom šumom, u poljima se nalaze obradive površine, a uz njih naselja. Tradicionalno gospodarstvo činili su stočarstvo, uglavnom sitnog zuba, i poljoprivreda, posebno vinova loza. Zbog neravnomjernog razvoja južnih hrvatskih krajeva u drugoj polovici 20. stoljeća u području je vrlo izražena depopulacija. Najviše i najljepše planine – Biokovo, Mosor, Svilaja, Dinara i Kamešnica – vrlo su atraktivne za planinarenje.
- Krška zaravan i Dinara
- Sinj
- Cetina
- Imotski
- Vrgorac

## Jezik
Području je svojstveno štakavsko (štakavsko ili šćakavsko) narječje i ikavski govor, s čestom vokalnom redukcijom (goved'na, kobas'ca, vr'teno). Glagoli u prvom licu prezenta uglavnom umjesto na m završavaju na n (idem–iden, gledam–gledan), infinitiv glagola je u pravilu krnj, bez završnog i (gledat, ić). Česte su konstrukcije s dvama infinitivima (on neće volit čut ovu vist). Standardno h često je v (uho–uvo, juha–juva) ili ga nema (hod–od, hrast–rast, hvatati–vatat, hraniti–ranit). Imenice u dativu i lokativu množine gube završni vokal a (o drvima–o drvin). Govornike iz drugih krajeva iznenadi i nestandardni niječni odgovor koji se ne veže na glagol iz pitanja: Trčeš li? – Nisan. Ideš li spavat? Nisan. Javljaju se izmjene značenja riječi češnjak–luk, lubenica–dinja, hlače-gaće. Akcentuacija je uglavnom dosljedno novoštokavska, sa svojstvenim prebacivanjem naglaska na prednaglasnicu (nȁˬbrdu, pȍdˬrūku, ìzˬškōlē→ìškōlē, izàˬkućē).
Kao i drugdje u Dalmaciji, prisutni su mnogi izobličeni talijanizmi (zaimača–kacijola, plahta–lancun, ladica–škafetin, ručnik–šugoman, luk-kapula), ali i turcizmi pa i hungarizmi.

## Povijest

### Zagora u užem smislu
Od prvog spomena u ranom srednjem vijeku povijesna regija nazivana je Zagorjem. U kasnom srednjem vijeku možda je bila posebna knežija (comitatus Zagorie). Za turske (otomanske) vladavine, od 1. pol. 16. do kraja 17. st., činila je istoimenu upravnu jedinicu - nahiju.[nedostaje izvor] Početkom mletačke vladavine (1699. – 1797.) podijeljena je, uglavnom između Drniške i Trogirske krajine, pa od tada ne čini više posebnu upravnu jedinicu. Naziv Zagore za navedeni kraj očuvan je do danas, s tim što je stariji naziv, Zagorje, tijekom 19. st. prešao u današnji oblik. Općine koje se čitave danas nalaze u Zagori, i koje ju većim dijelom obuhvaćaju jesu Unešić, Lećevica (Radošić) i Prgomet (Trolokve); dok su njeni rubni dijelovi u sastavu upravnih jedinica čije sjedište nije u Zagori.

## Klima
Klimatski je Dalmatinsku zagoru najjednostavnije podijeliti u tri pojasa, a to su submediteranski, submediteransko-planinski i planinski. Submediteranski je onaj prostor do 500m visine, i u njemu su ljeta suha i vruća s temperaturama i iznad 40°C, a zime hladne s ponekim snijegom koji je uglavnom slab i ne zadržava se dugo. Srednji pojas je submediteransko-planinski (500 m - 900 m) i tu se miješaju submediteranska i planinska klima, s oštrim i vrlo hladnim zimama sa snijegom koji se dugo zadržava, jutarnje temperature idu ispod -15°C u ekstremnim slučajevima i ispod -20°C, i vrućim ljetima kad temperature idu preko 35°C. Pojasom iznad 900 metara prevladava planinska klima te je utjecaj mora neznatan. Tu se već snijeg zadržava mjesecima, ali su ljeta su topla i temperature se mogu popeti i do 35°C. Na planinskim vrhovima Biokova, Kamešnice i Dinare prevladava alpska klima te se snijeg zadržava od prvog obilnijeg padanja (najčešće u studenom) pa sve do lipnja. U jamama i pećinama snijeg i led se zadržavaju tokom cijele godine te su se otamo nekad vadili i odvozili za prodaju u gradove.

## Kultura
Od nešto većih događanja u Dalmatinskoj zagori tu su Sinjska alka, proslava i hodočašće Velikoj Gospi u Sinju i Zelenoj katedrali u Prološcu, Sajam pršuta u Sinju, tri stoljeća stare mačkare u Neoriću, Glumci u Zagvozdu, te brojne sportsko-kulturno-zabavno-gastronomske manifestacije sa seoskim sportovima: borbama bikova (npr. Bikijada u Radošiću, Bikijada u Dicmu), potezanju konopa, trkama magaradi, potezanju klipa. Posljednjih se godina s namjerom očuvanja organiziraju ''ganga-festovi'' s ciljem da na scenski ili natjecateljski način popularizira ovo narodno pjevanje (npr. Ganga Fest Biorine; Grubine; Slivno te možda najveća takva manifestacija: Uz Gangu i Bukaru).
Od narodne predaje ističu se mnogi epovi i priče, najistaknutije bi bile Hasanaginica, Sinjska Gospa, legenda o Gavanovim dvorima (postanak imotskih jezera) te mnoge legende o vilama kao npr. Zavelimske vile. Ovaj kraj je vrlo poznat po osebujnim narodno-usmenom stvaralaštvu.